# DeVotchKa
DeVotchKa ist eine US-amerikanische Band aus Denver, Colorado. Der Bandname leitet sich vom  russischen Wort dewotschka [девочка] ab, was "Mädchen" bedeutet.

## Bandgeschichte
DeVotchKa ist ein Gesangs- und Multi-instrumental-Ensemble, welches griechische, romanische und slawische Musikelemente miteinander verschmilzt. Die Wurzeln der Gruppe liegen in der amerikanischen  Punk- und Folk-Musik. Ihr Schaffen lässt sich jedoch nur schwer einem Genre zuordnen und wird zudem durch Einflüsse aus  Bolero, Mariachi und Gypsy-Jazz geprägt. Das Quartett besteht aus Nick Urata, Tom Hagerman, Jeanie Schroder und Shawn King.
Größere Berühmtheit erlangte die Band durch ihren Song How It Ends, der im Trailer The Last Day zum Videospiel Gears of War 2 Verwendung fand. Zudem steuerte das Ensemble neben Mychael Danna Lieder zum Soundtrack des Filmes Little Miss Sunshine (2006) bei. 2010 untermalte das Lied Dearly Departed eine Schlüsselszene des Films Jack in Love mit Philip Seymour Hoffman als Jack.
Momentan steht die Band beim Independent-Label ANTI-Records unter Vertrag.

## Diskografie

### Studioalben
- Supermelodrama (2000)
- Una Volta (2003)
- How It Ends (2004)
- Curse Your Little Heart (EP) (2006)
- A Mad and Faithful Telling (2008)
- 100 Lovers (2011)

### Soundtrack
- Little Miss Sunshine (Soundtrack) (2006)
- I Love You Phillip Morris (Soundtrack) (2009)